# Câmpu lui Neag, Hunedoara
Câmpu lui Neag este o localitate componentă a orașului Uricani din județul Hunedoara, Transilvania, România.
Localitatea se află la poalele Munților Retezat și aparține de orașul Uricani.  În anul 1964, când Uricaniul a fost declarat oraș, satele Valea de Brazi și Câmpu lui Neag au intrat în componența acestuia. 
Un document datând din anul 1493, emis de curtea regelui Vladislav al II-lea al Ungariei, arată că boierul Mihail Cânde stăpânește mai multe moșii în zona Uricani, printre care și Câmpu lui Neag (Nyakmezeu), aceasta fiind cea mai veche menționare a localității.
În anul 1987, autoritățile comuniste au dorit demolarea localității pentru a putea exploata un zăcământ de cărbune situat în mijlocul satului. Prin urmare, 55 de gospodării, precum și biserica și școala din sat au fost demolate. Conform unor localnici, mulți dintre sătenii din Câmpu lui Neag s-au opus părăsirii gospodăriilor lor iar soldații și milițienii s-au urcat pe casele acestora cu scopul de a rupe țigla de pe acoperișuri. 
Locuitorii satului au fost strămutați în orașul Uricani în două blocuri construite pentru aceștia, însă mulți dintre ei nu au putut să se acomodeze și s-au mutat la rudele lor care mai aveau case. 
Anul următor a început exploatarea cărbunelui din cariera de opt hectare din vatra satului, însa investiția s-a dovedit nerentabilă deoarece minereul era de calitate slabă iar în urma Revoluției Române din 1989 exploatarea minieră a fost oprită. Astăzi în locul carierei din sat se află un lac format din apele izvorâte din galeriile minei.

## Obiective turistice
- Peștera cu Corali, rezervație naturală speologică pe Valea Scorotei în Retezatul calcaros (suprafață 0,5 ha). [4] Deși distrusă în mare parte de vizitatori, rezervația prezintă numeroase urme ale numeroaselor concrețiuni (clusterite, stalactite, draperii și cruste). [5]
- Peștera Zeicului, rezervație naturală speologică pe râul Jiul de Vest, [4] care prezintă o mare varietate de formațiuni stalagmitice și un bogat material paleontologic. [5] Peștera Zeicului era cunoscută în prima ei porțiune, de localnici, ca loc de adăpost pentru turme. Se spune că ea a slujit și ca ascunzătoare pentru haiducii lui Zeicu, fapt întărit prin descoperirea în peșteră a unor flinte ruginite. [6]
- Lacul Valea de Pești, un lac de acumulare cu suprafața 31 ha, adâncime maximă 53m și o lungime de 2,5 km, la altitudinea de  830m. [7] Lacul, amenajat pe râul Valea de Pești, are un volum de 4,5 mil.mc și are ca scop principal alimentarea cu apă în Valea Jiului, iar în perioadele de ape mari are și scop de producere a energiei electrice și de atenuare a undelor de viitură. [8] În lac cresc următoarele specii de pești: știucă, somn, crap, mreană și clean. [9]
- Lacul Câmpu lui Neag, care a luat locul unei foste cariere de huilă, exploatată timp de 10 ani, este folosit pentru agrement. Lacul are peste 70 de metri adâncime și este permanent alimentat de două izvoare care mențin nivelul ridicat. Toate galeriile subterane sunt inundate și curenții de apă sunt puternici, reprezentând un pericol de înec. [10]

## Personalități
- Vasile Berinde (1899 - ?), deputat în Marea Adunare Națională de la Alba Iulia 1918

## Legături externe

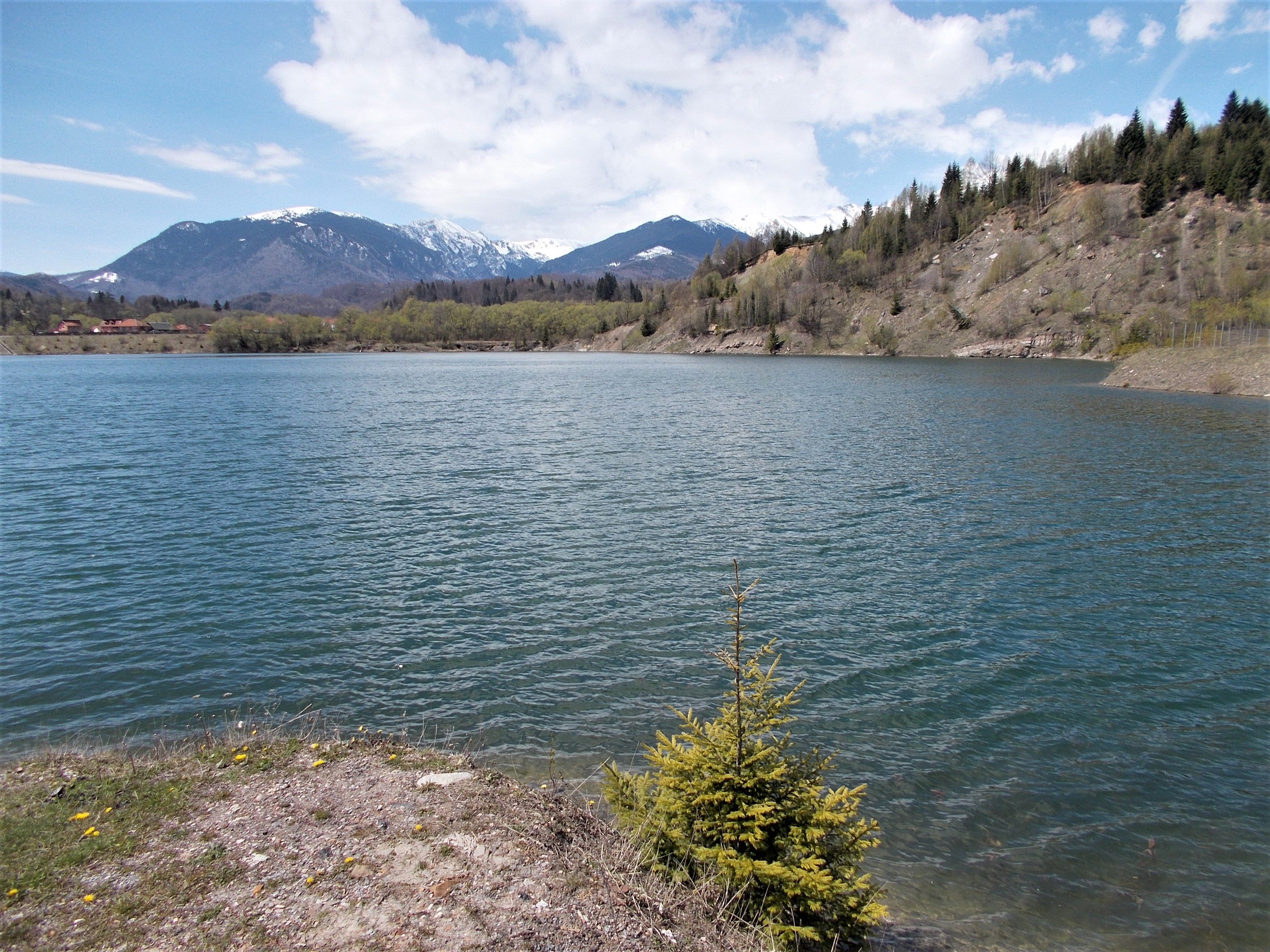
Lacul Câmpu lui Neag